# Cambra (label de disques)
Pour les articles homonymes, voir Cambra (homonymie).
Cambra est un label discographique indépendant britannique connu pour ses doubles LP, basé à Londres et fondé en 1981 par le revendeur d'équipements audio Cambrasound.
Artistes produits : Duane Eddy.